# LAWO I
LaWo I is een inmiddels klassiek stoelontwerp van de Braziliaan en ex-Nederlander Han Pieck.
Het eindexamenwerkstuk in 1946 van Han Pieck (1923) aan de Amsterdamse Kunstnijverheidsschool zou ook zijn levenswerk worden: de nu klassieke stoel LaWo I. "LaWo" staat voor "laminated wood", een soort meubelplaat van hoogwaardig hout. De stoel bestaat uit één stuk gelamineerd hout. Een Joodse ondernemer financierde de productie van duizend stoelen uit dankbaarheid voor Piecks hulp tijdens de bezetting.
Geheel vlekkeloos verliep de productie echter niet: tijdens proefpersingen gingen honderden stoelen verloren. Toen de technische problemen eenmaal waren verholpen, was het contract voor de levering van tienduizend stoelen aan een verkoopfirma in Amsterdam verlopen en andere kopers waren moeilijk te vinden. Slechts zo'n duizend exemplaren waren verkocht toen Pieck en zijn zakenpartner Maarten van Raalte gedwongen waren de productie te stoppen en hun fabriek in 1948 te sluiten.